# Samcheok
Samcheok (en coreano: 삼척시, romanización revisada: samcheogsi, léase: Samchók) es una ciudad en la provincia de Gangwon al noroeste de la república de Corea del Sur. Está ubicada al este de Seúl a unos 170 km (en línea recta), cerca de la costa oeste del Mar del Este. Su área es 1.185 km² y su población total es de 72.300 (2011).

## Divisiones administrativas
La ciudad de Samcheok se divide en 4 distritos (dong), 6 municipios (myeon) y 2 villas (eup).
- Dogye-eup (도계읍)
- Wondeok-eup (원덕읍)
- Gagok-myeon (가곡면)
- Geundeok-myeon (근덕면)
- Hajang-myeon (하장면)
- Miro-myeon (미로면)
- Nogok-myeon (노곡면)
- Singi-myeon (신기면)
- Gyo-dong (교동)
- Jeongna-dong (정라동)
- Namyang-dong (남양동)
- Seongnae-dong (성내동)

## Historia
- En el periodo de los tres reinos fue llamada Siljikguk o Siljikgokguk.
- En el 102 estaba bajo la administración de la Silla.
- En el 468 estaba bajo la administración de Goguryeo.
- En el 505 fue llamada Sil-jick joo.
- En el 658 fue llamada  Book-jin.
- En el 757 fue llamada Samcheok-gun.
- en el 995 fue llamada Cheokjoo.
- En el 1018 fue llamada Samcheok-hyun.
- En 1413 fue llamada Samcheok.
- En 1895 fue llamada Samcheok-gun.
- En 1917 fue llamada Samcheok-myeon.
- En 1938 fue llamada Samcheok-eup.

## Demografía
Según los datos del censo coreano, esta es la población de Samcheok en los últimos años.
| 1997   | 2002   | 2007   | 2012   | 2017   |
| ------ | ------ | ------ | ------ | ------ |
| 86.103 | 77.555 | 71.256 | 73.194 | 69.339 |

## Deportes
El equipo local de fútbol es el Samcheok Shinwoo Electronics FC (삼척 신우전자 축구단 FC) establecido en 2006 como Hwaseong Shinwoo Electronics y no juega en la liga profesional de corea, sino en la K3 League una competencia aficionada o amateur.

## Ciudades hermanas
- Distrito Yeonsu, Incheon.
- Distrito Seongbuk, Seúl.
- Kurobe.
- Akabira.
- Condado Wangqing, Prefectura autónoma coreana de Yanbian.
- Dongying.
- Jixi.
- Leesburg.